# Licneremaeus cubanus
Licneremaeus cubanus är en kvalsterart som beskrevs av Balogh och Sandór Mahunka 1980. Licneremaeus cubanus ingår i släktet Licneremaeus och familjen Licneremaeidae. Inga underarter finns listade i Catalogue of Life.